# جورج ميتشيل (لاعب كرة الماء)
جورج ميتشيل (بالإنجليزية: George Mitchell)‏ هو لاعب كرة الماء أمريكي، ولد في 23 أبريل 1901 في سان فرانسيسكو في الولايات المتحدة، وتوفي في 3 نوفمبر 1988 في ألاميدا في الولايات المتحدة.

## وصلات خارجية
- جورج ميتشيل على موقع قاعة مشاهير السباحة الأمريكية (الإنجليزية)
- جورج ميتشيل على موقع اللجنة الأولمبية الدولية (الإنجليزية)
- جورج ميتشيل على موقع أوليمبيديا (الإنجليزية)